# Polla ochreicosta
Polla ochreicosta är en fjärilsart som beskrevs av W. Warren 1895. Polla ochreicosta ingår i släktet Polla och familjen mätare. Inga underarter finns listade i Catalogue of Life.